# Ramón Franco
Ramón Luis Franco (Caguas, 12 september 1963) is een Puerto Ricaans/Amerikaans acteur.

## Biografie
Franco werd geboren in Caguas, en groeide op in de borough The Bronx van New York en woont nu in Los Angeles. 
Franco begon in 1979 met acteren in de film Boardwalk. Hierna speelde hij rollen in films en televisieseries. Hij is vooral bekend van zijn rol als soldaat Alberto Ruiz in de televisieserie Tour of Duty waarin hij in 55 afleveringen speelde (1987-1990).

## Filmografie

### Films
Uitgezonderd korte films.
- 2020 Ana - als Diego
- 2019 Once Upon a Time in Hollywood - als manager bioscoop
- 2009 The Perfect Game - als Senor Villarreal
- 2007 Resident Evil: Extinction - als Runty
- 1999 Justice - als Carlos Gutierrez
- 1995 Hostile Intentions - als officier Alonso
- 1994 Search and Rescue - als Enrique
- 1994 Shattered Image - als Jorge
- 1993 Extreme Justice - als Alberto Torres
- 1993 Sworn to Vengeance - als ??
- 1993 Street Knight - als Cisco
- 1991 Chains of Gold - als James
- 1991 Kiss Me a Killer - als Ramon
- 1988 Bulletproof - als Camilo
- 1986 Heartbreak Ridge - als Aponte
- 1985 Stingray - als ??
- 1983 Venice Medical - als Jorge
- 1983 Deadly Force - als Jesus
- 1981 We're Fighting Back - als Benny
- 1980 Times Square - als verkoper
- 1980 The First Deadly Sin - als man in bus
- 1979 Boardwalk - als Peppy

### Televisieseries
Uitgezonderd eenmalige gastrollen.
- 2019 Strange Angel - als Nico Lopez - 3 afl.
- 2016 Law & Order: Special Victims Unit - als Tony Rodriguez - 2 afl.
- 2013-2014 The Bridge - als Fausto Galvan - 20 afl.
- 2008-2009 Weeds - als Dirty Man / Sucio - 7 afl.
- 1995 High Sierra Search and Rescue - als Enrique Cruz - 6 afl.
- 1987-1990 Tour of Duty - als soldaat Alberto Ruiz - 55 afl.

- Library of Congress Control Number: nr2005028035
- Virtual International Authority File: 68888585
- WorldCat: E39PBJhRF87B4HpyVM89rVyw4q